# Ōza 2002
L'Ōza 2002 è stata la cinquantesima edizione del torneo goistico giapponese Ōza.

## Svolgimento

### Fase preliminare
La fase preliminare serve a determinare chi accede al torneo per la selezione dello sfidante. Consiste in una serie di tornei preliminari iniziali, i cui vincitori si qualificano al torneo per la determinazione dello sfidante.
- W indica vittoria col bianco
- B indica vittoria col nero
- X indica la sconfitta
- +R indica che la partita si è conclusa per abbandono
- +N indica lo scarto dei punti a fine partita
- +F indica la vittoria per forfeit
- +T indica la vittoria per timeout
- +? indica una vittoria con scarto sconosciuto
- V indica una vittoria in cui non si conosce scarto e colore del giocatore

|  | Primo turno       | Primo turno       | Primo turno |  |  | Secondo turno     | Secondo turno     | Secondo turno |  |            | Semifinali | Semifinali | Semifinali |  |  | Finale | Finale | Finale |
|  |                   |                   |             |  |  |                   |                   |               |  |            |            |            |            |  |  |        |        |        |
|  | Ō Meien           | Ō Meien           | B+R         |  |  |                   |                   |               |  |            |            |            |            |  |  |        |        |        |
|  | Toshiya Imamura   | Toshiya Imamura   |             |  |  | Ō Meien           | Ō Meien           | B+R           |  |            |            |            |            |  |  |        |        |        |
|  | Hiroshi Yamashiro | Hiroshi Yamashiro | B+1,5       |  |  | Hiroshi Yamashiro | Hiroshi Yamashiro |               |  |            |            |            |            |  |  |        |        |        |
|  | Norio Kudo        | Norio Kudo        |             |  |  |                   |                   |               |  | Ō Meien    | Ō Meien    | B+3,5      |            |  |  |        |        |        |
|  | Norimoto Yoda     | Norimoto Yoda     | B+4,5       |  |  |                   | Norimoto Yoda     | Norimoto Yoda |  |            |            |            |            |  |  |        |        |        |
|  | Shoichi Takagi    | Shoichi Takagi    |             |  |  | Norimoto Yoda     | Norimoto Yoda     | B+3,5         |  |            |            |            |            |  |  |        |        |        |
|  | Satoshi Yuki      | Satoshi Yuki      |             |  |  | Kōichi Kobayashi  | Kōichi Kobayashi  |               |  |            |            |            |            |  |  |        |        |        |
|  | Kōichi Kobayashi  | Kōichi Kobayashi  | W+R         |  |  |                   |                   |               |  |            | Ō Meien    | Ō Meien    | B+2,5      |  |  |        |        |        |
|  | Masao Kato        | Masao Kato        | W+0,5       |  |  |                   | Masao Kato        | Masao Kato    |  |            |            |            |            |  |  |        |        |        |
|  | Atsushi Kato      | Atsushi Kato      |             |  |  | Masao Kato        | Masao Kato        | B+R           |  |            |            |            |            |  |  |        |        |        |
|  | Kunihisa Honda    | Kunihisa Honda    | W+R         |  |  | Kunihisa Honda    | Kunihisa Honda    |               |  |            |            |            |            |  |  |        |        |        |
|  | Ryu Shikun        | Ryu Shikun        |             |  |  |                   |                   |               |  | Masao Kato | Masao Kato | B+R        |            |  |  |        |        |        |
|  | Ō Rissei          | Ō Rissei          |             |  |  |                   | Rin Kono          | Rin Kono      |  |            |            |            |            |  |  |        |        |        |
|  | Rin Kono          | Rin Kono          | W+R         |  |  | Rin Kono          | Rin Kono          | B+3,5         |  |            |            |            |            |  |  |        |        |        |
|  | Naoto Hikosaka    | Naoto Hikosaka    |             |  |  | Rin Kaiho         | Rin Kaiho         |               |  |            |            |            |            |  |  |        |        |        |
|  | Rin Kaiho         | Rin Kaiho         | B+R         |  |  |                   |                   |               |  |            |            |            |            |  |  |        |        |        |

### Finale
La finale è una sfida al meglio delle cinque partite.